# Fernwanderweg Pirmasens–Belfort
Der Fernwanderweg Pirmasens–Belfort verläuft mit dem Wegzeichen Gelber Balken von Rheinland-Pfalz bis nach Frankreich.

## Gesellschaft
Der in Deutschland befindliche Streckenteil wird vom Pfälzerwald-Verein betreut.

## Streckenverlauf
Ausgangspunkt des Fernwanderwegs ist die Stadt Pirmasens; zunächst der Landesstraße 486 folgend, durchquert er den Stadtteil Ruhbank. Im Anschluss verläuft er in Nord-Süd-Richtung durch den deutschen Teil des Wasgau, wie der Südteil des Pfälzerwaldes genannt wird. Nachdem er die Ortsmitte von Lemberg durchlaufen hat, passiert er die Felsformation Teufelstisch sowie die Südflanke des Bichtenbergs und des Lehmbergs. Er durchquert des Naturschutzgebiets Moosbachtal, wobei er dort zunächst dem Moosbach und danach dem Unterlauf des Seibertsbachs folgt. Danach verläuft er durch die Dahner Stadtmitte, entlang des Hochsteins, die Südwestflanke des Schlossbergs sowie mitten durch Schindhard.
Von Busenberg bis Erlenbach führt er größtenteils gemeinsam mit dem Prädikatswanderweg Pfälzer Waldpfad; dabei passieren beide Wege die Burg Berwartstein. Ab dem Seehofweiher führt der Fernwanderweg entlang des Portzbachs. Nachdem der Weg Lauterschwan passiert hat, folgt er ab Birkenhördt dem Erlenbach bis kurz vor Bad Bergzabern. Von Bad Bergzabern bis Dörrenbach ist sein Verlauf mit dem Pfälzer Weinsteig identisch. Fortan führt er am unmittelbaren Ostrand des Pfälzerwaldes entlang und passiert dabei Oberotterbach. Innerhalb von Schweigen-Rechtenbach führt er mitten durch das Deutsche Weintor. Weiter südlich überquert er die deutsch-französische Grenze, um über Wissembourg durch das gesamte Elsass bis nach Belfort zu führen.